# Kamenz (stad)
Kamenz im Sachsen (Sorbisch: Kamjenc) is een stad in de Duitse deelstaat Saksen. De stad maakt deel uit van het Landkreis Bautzen.
Kamenz telt 16.998 inwoners.
Kamenz ligt zo'n 40 km ten noordoosten van Dresden en zo'n 30 km ten noordwesten van Bautzen in het officiële woongebied van de Sorben. De filosoof en dichter Gotthold Ephraim Lessing werd er geboren, evenals de misdadiger Bruno Hauptmann, die is veroordeeld vanwege de ontvoering en moord op Charles Lindbergh jr.. In de huidige deelgemeente Deutschbaselitz werd in 1938 de schilder Georg Baselitz geboren.

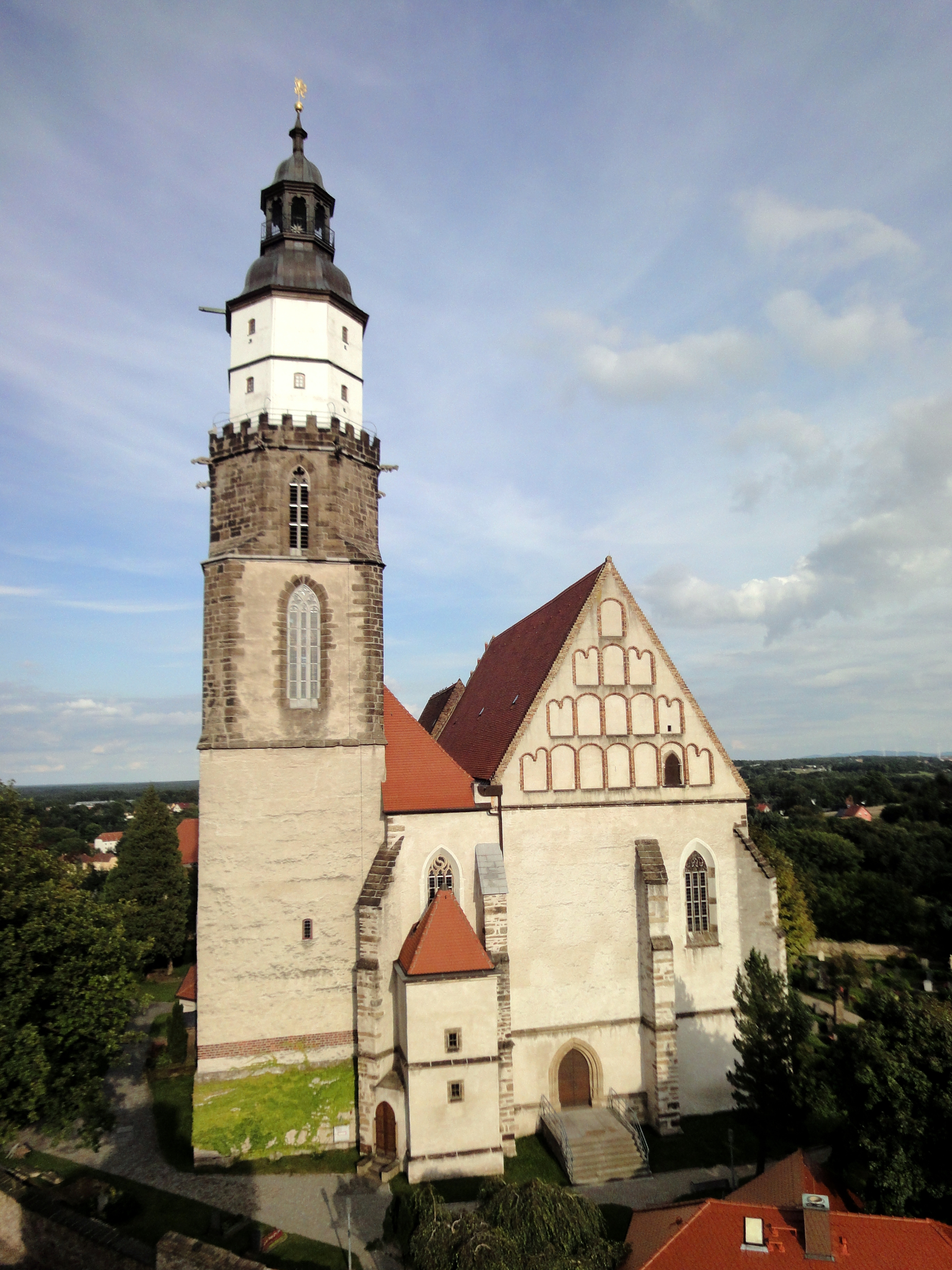
Kerk in Kamenz
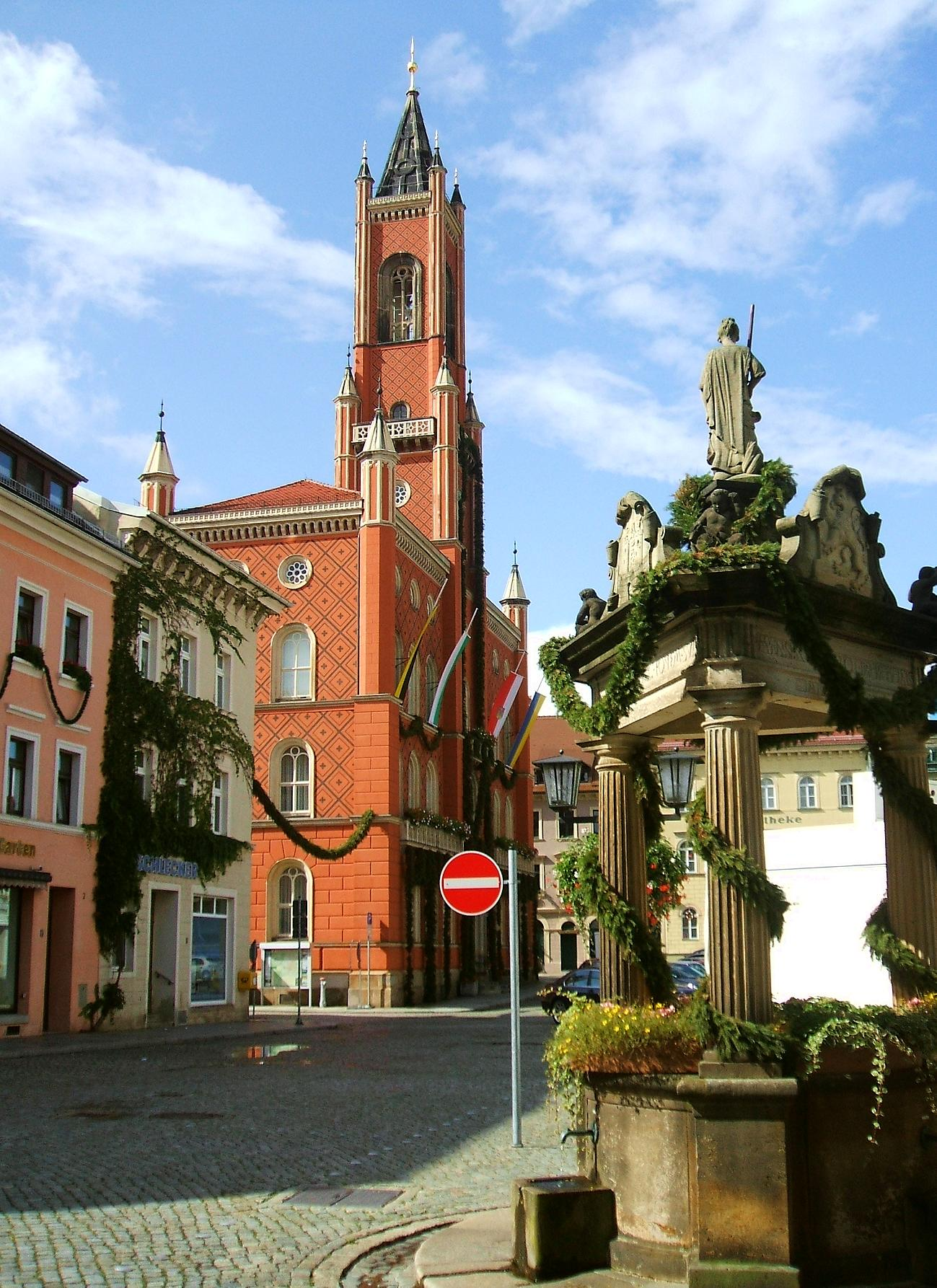
Stadhuis van Kamenz
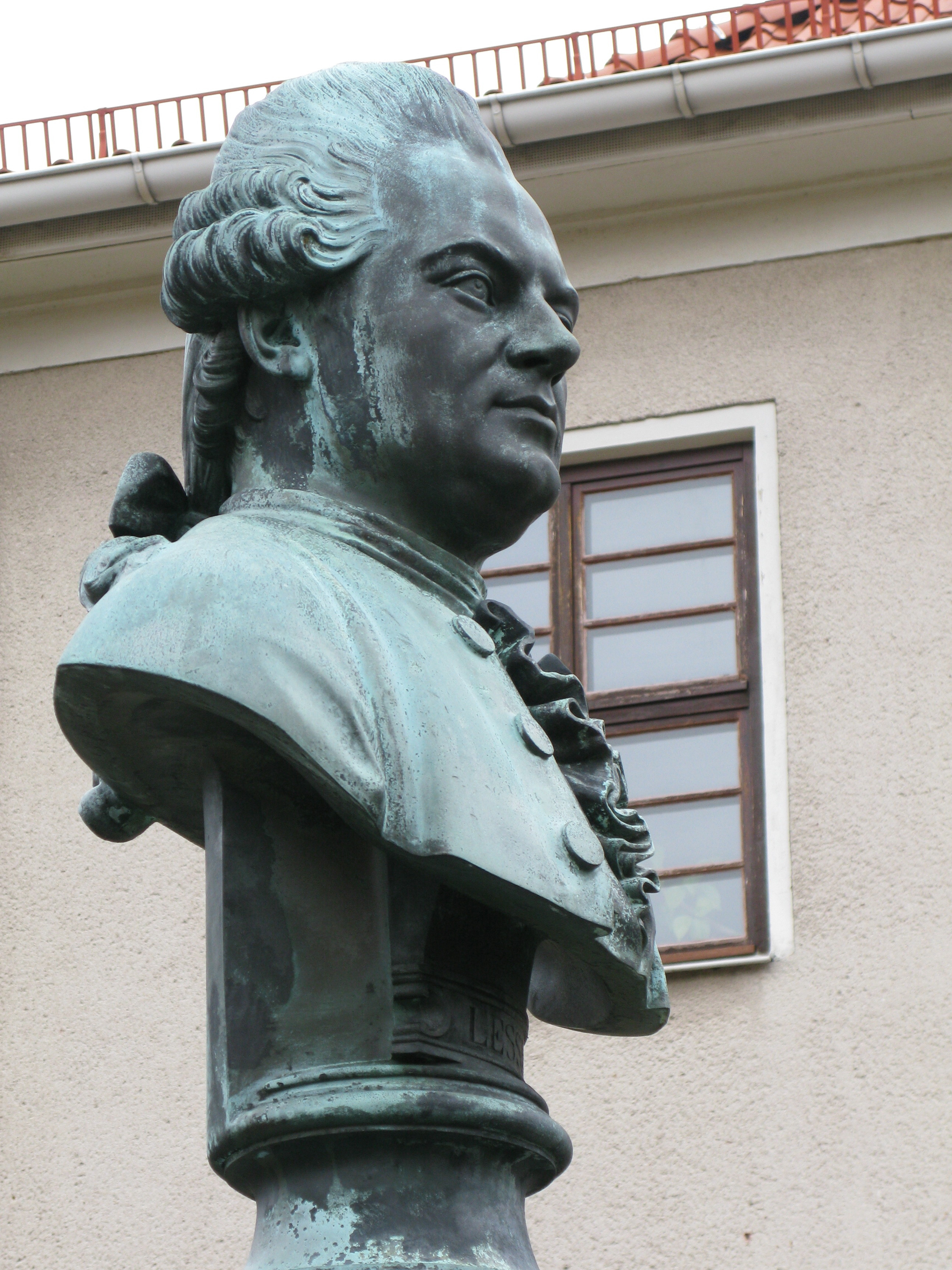
Buste van Gotthold Ephraim Lessing
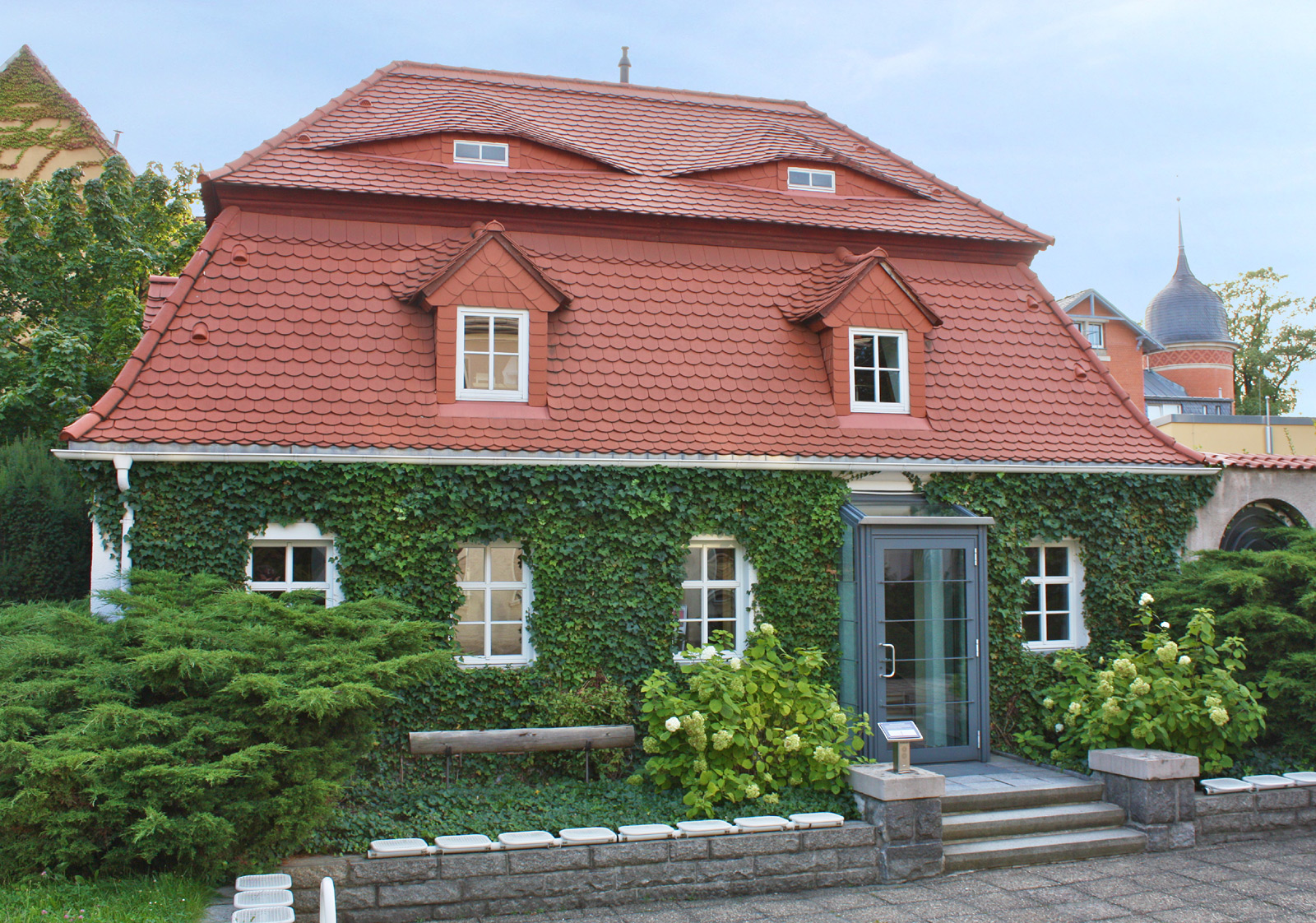
Röhrmeisterhaus
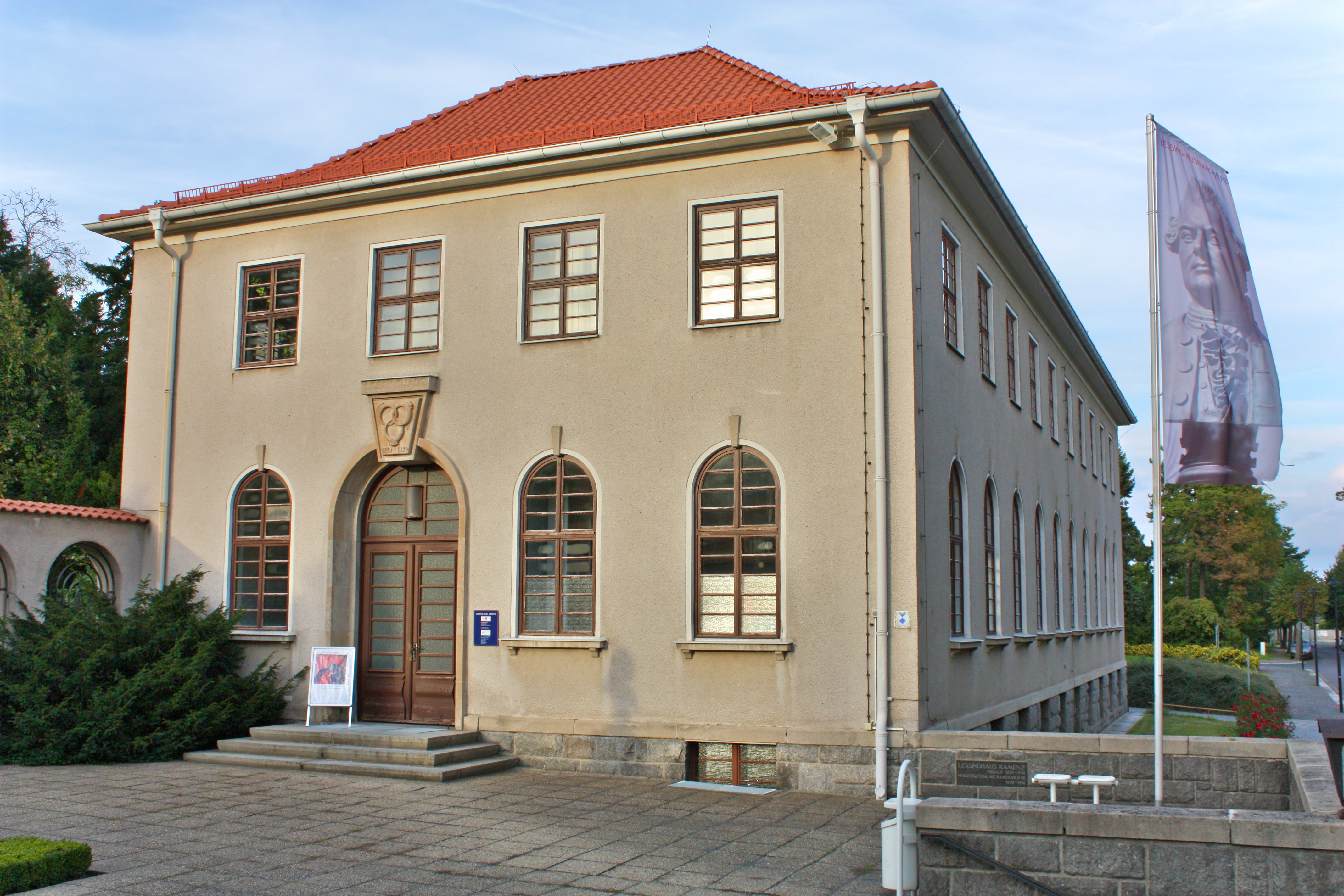
Lessinghaus

Arnsdorf ·
Bautzen ·
Bernsdorf ·
Bischofswerda ·
Burkau ·
Crostwitz ·
Cunewalde ·
Demitz-Thumitz ·
Doberschau-Gaußig ·
Elsterheide ·
Elstra ·
Frankenthal ·
Göda ·
Großdubrau ·
Großharthau ·
Großnaundorf ·
Großröhrsdorf ·
Großpostwitz ·
Haselbachtal ·
Hochkirch ·
Hoyerswerda ·
Kamenz ·
Königsbrück ·
Königswartha ·
Kubschütz ·
Lauta ·
Laußnitz ·
Lichtenberg ·
Lohsa ·
Malschwitz ·
Nebelschütz ·
Neschwitz ·
Neukirch ·
Neukirch/Lausitz ·
Obergurig ·
Ohorn ·
Ottendorf-Okrilla ·
Oßling ·
Panschwitz-Kuckau ·
Pulsnitz ·
Puschwitz ·
Räckelwitz ·
Radeberg ·
Radibor ·
Ralbitz-Rosenthal ·
Rammenau ·
Schirgiswalde-Kirschau ·
Schmölln-Putzkau ·
Schwepnitz ·
Schönteichen ·
Sohland an der Spree ·
Spreetal ·
Steina ·
Steinigtwolmsdorf ·
Wachau ·
Weißenberg ·
Wiednitz ·
Wilthen ·
Wittichenau